# Stara mestna hiša, München
Stara mestna hiša (nemško Alte Rathaus), do leta 1874 sedež magistrskega sodišča v Münchnu, je reprezentativna stavba mestne uprave v Münchnu na Marienplatzu.

## Lega
Stara mestna hiša zapira Marienplatz na vzhodu in ga loči od ceste Tal nad nekdanjim obrambnim jarkom tako imenovane Levove utrdbe mesta, Henrika Leva.

## Zgodovina
Stara mestna hiša je naslednica stavbe Münchenske mestne hiše, prvič omenjene v dokumentu leta 1310, ki je bila še naprej zahodno zaradi mestnega obzidja, ki se je takrat končalo na Marienplatzu, vendar je že tvorila vzhodni konec osrednjega münchenskega trga. Že leta 1392/94 je ta stavba dobila veliko dvorano, mestna vrata Talburgtor prvega mestnega obzidja, ki so se najprej imenovala Unteres Tor, so bila obnovljena v stolp mestne hiše.

### Izjemna festivalna in plesna dvorana
Leta 1460 je celoten kompleks, za katerega obstaja zelo dober opis, vendar ni znanih slik, postal žrtev udara strele. Od 1470 do 1480 je mojster Jörg von Halsbach, imenovan "Ganghofer", zgradil svojo poznogotsko mestno hišo. Mestni zapor (Fronhaus) je bil nameščen v kleti in pekarna v pritličju. Še pred zgodnjo baročno rekonstrukcijo je imel zatrep proti trgu zelo malo zelo velikih stopenj.
Prvo nadstropje je bilo razširjeno kot osrednji prostor v prireditveno in plesno dvorano. Dvorano, katere poznogotska soba s sodčkastim obokom Hansa Wenglerja iz leta 1476 je pripadala arhitekturnim mojstrovinam münchenske gotike, je okrasil Erasmus Grasser z grbom hiše Wittelsbach. V sredini se pojavi dvoglavi cesarski orel. Naslikan grbovni friz na severni in južni strani dvorane je bil v tem času "red in moč sveta" . Še posebej velja omeniti, da je Grasser ustvaril "Moreško", ki je predstavljala zelo priljubljen ples v 15. stoletju. Danes obstajajo samo kopije v dvorani, izvirniki so ena od najdragocenejših posesti Mestnega muzeja Münchna . Mestna hiša je bila poleg državljanskih prireditev uporabljena kot mesto predstavitve vladavine države.

### Nadaljnje spremembe
Stara mestna hiša je skozi stoletja doživela več preoblikovanj, ki odražajo poseben okus časa: med letoma 1624 in 1626 je bila fasada baročna, stolp mestne hiše pa je dobil čebulasto kupolo. 1778/79 je Augustin Demmel zamenjal zahodno fasado v slogu poznega baroka, Arnold Zenetti je mestno hišo od 1861 do 1864 ponovno uredil v duhu historicizma. Nato nastali neogotski zatrep z mnogimi stopnjami ne ustreza predstavitvi prvotnega gotskega zatrepa v Volckmerjevem načrtu iz leta 1613. Dvorana Ganghofer je vedno ostala nedotaknjena. 
Potem ko se je mestna uprava leta 1874 preselila v prvo fazo zgrajene Nove mestne hiše, se je Altes Rathaus, kot se imenuje stavba, uporabljala predvsem za reprezentativne priložnosti. V pritličju je bila predrta s prehodom v Tal z ločenim prehodom za pešce. Leta 1934/35 se je sedanji prehod v oblikah gotskega sloga razširil na celotno pritličje, kar je dokončno uničilo pritličje.

### Nacionalsozializem, vojna in ponovna postavitev
Med drugo svetovno vojno je bila še posebej prizadeta Stara mestna hiša. Po bombnem napadu 25. aprila 1944 je bila stavba močno poškodovana in stolp v nevarnosti, da se poruši; stolp je bil uničen decembra 1944. Rekonstrukcija je potekala v dveh fazah: od leta 1953 do leta 1958 je bila obnovljena dvorana, jedro obnove je bila Ganghoferjeva dvorana. Zbornica je bila obnovljena šele leta 1977. V oblikovanju fasade so se usmerili na gotski original, zato se je glavno okno spet povišalo, ohranjeni so bili neogotski elementi, zlasti kipi Ludvika Bavarskega (zahodna fasada) in Henrika Leva (vzhodna fasada) ter ohranjen je bil nazobčan zatrep.
Dolgo časa je potekala javna razprava o možni rekonstrukciji Talburgturma, nakar je Erwin Schleich rekonstruiral 56 metrski stolp Stare mestne hiše po gotskem izvirniku iz leta 1493, med letoma 1971 do 1974. V osmerokotnem zvonika visi bronasti zvon livarne zvonov Erdinger z nalepko d1, ki zvoni ov vsaki pol in polni uri.
Popolna žrtev vojne je bila tako imenovana Kleine Rathaus - majhna mestna hiša, srednjeveški dodatek k stolpu, ki so ga neogotsko predelali in okrasili zatrep in dimnik.

## Zgodovinski dogodki v Stari mestni hiši
Med drugim so se zgodili naslednji pomembni zgodovinski dogodki:
- 1677 prizorišče bavarskega državnega parlamenta
- 1848 volitve münchenskih delegatov v frankfurtsko državno skupščino
- 9. november 1938: govor Josepha Goebbelsa, ki velja za uvod v Kristalno noč.

## Vloga
Gotska dvorana Stare mestne hiše je danes reprezentančen prostor mestnega sveta in župana glavnega mesta. Tako se v Stari mestni hiši podeljujejo nagrade, lahko pa se najame tudi za zasebne namene. 

## Muzej igrač
V stolpu Stare mestne hiše je muzej igrač, zbirka Ivana Steigerja. Ogledate si lahko stare modele vlakov, polnjene živali, punčke, hišice za lutke in kositrne igrače.

## Pomembna dela
- Zbornica sveta (Jörg von Halsbach, 1470-1480) z
  - rezbarijami v lesu (Hans Wenger, 1476/77)
  - grbovni friz (99 mestnih orožij) v pasu pod obokom (Ulrich Fuetrer)
  - moreška (prvotno za plesno dvorano Erasmusa Grasserja, okoli 1480) (kopije, izvirniki v Mestnem muzeju v Münchnu)
- Kip Ludvika Bavarskega (Konrad Knoll)
- Kip Henrika Leva (Konrad Knoll)